# Grotte de Kamáres
La grotte de Kamáres est une grotte de Crète célèbre pour ses poteries minoennes. 
Elle est située à une altitude de 1 524 mètres sur le versant sud des Psiloritis et porte le nom du proche village de Kamáres. 

## Description
La grotte de Kamáres, en contrebas de la montagne Marvi (1 981 mètres), est difficile d'accès et n'est accessible qu'à pied. L'ascension depuis Kamáres dure environ trois heures.  
La grotte a une ouverture de 42 mètres de large sur 20 mètres de haut. Devant l'entrée se trouve une place de 50 mètres de large et 30 mètres de profondeur Antonio Taramelli soupçonne qu'un autel sacrificiel a dû y être présent et que la grotte servait à diverses vénérations.
La partie avant de la grotte mesure environ 100 mètres de long et descend en pente raide de 40 mètres. L'importante ouverture la rend très lumineuse. À l'extrémité inférieure se situe un passage d'un mètre de large qui mène à une galerie sombre de 10 mètres de haut qui aboutit à un hall avec un petit étang.
La poterie trouvée dans la grotte date d'environ 3000 av. J.-C. à 1100 av. J.-C. Cependant, la plupart de la poterie provient de la période minoenne ancienne et moyenne (3000-1700 av. J.-C.) et montre que le culte a prospéré à cette époque et a ensuite perdu de son importance.

## Archéologie
En 1890, le médecin et archéologue Iosíf Chatzidákis (de) obtient d'un fermier de la poterie de Kamáres. Elle s'avère de haute qualité et d'une variété non encore étudiée auparavant en Crète. Le fermier signala l'avoir trouvée dans la grotte de Kamáres. Antonio Taramelli est le premier scientifique à visiter la grotte en 1894 et à y mener des recherches. En 1913, Richard MacGillivray Dawkins et Max L. W. Laistner (de) y effectuent des fouilles systématiques.
En 2006, l'archéologue Aleydis Van De Moortel analyse l'intégralité de la poterie trouvée dans la grotte et montre ainsi que la grotte était déjà fortement fréquentée pendant la période pré-palais (début de la période minoenne), avant de supposer, par le fait que la plupart des céramiques non peintes y ont été laissées sur place, de la prédominance d'une partie des poteries datant de l'époque minoenne moyenne (MM IB à MM II A).

### Style de Kamáres
La période protopalatiale est l’apogée du style polychrome de Kamáres.
L’évolution de la céramique de Kamáres se divise en quatre phases, de 2000 à 1600 av. J.-C., une à chaque siècle approximativement :
- la céramique prékamaréenne, qui appartient à la fin du prépalatial ;
- la céramique kamaréenne précoce (MMIb, MMIIa) ;
- la céramique kamaréenne classique (MMIIb, MMIIIa) ;
- la céramique postkamaréenne, qui date du début de la période néopalatiale.

Le nom de Kamáres est tiré de la grotte située sur le Mont Ida, près du village actuel du même nom, où l’on découvrit pour la première fois des vases de ce style. Les vases de la grotte de Kamáres, ayant sans doute contenu des liquides et de la nourriture, offrandes pour la divinité de la grotte. Ces vases proviendraient de Phaistos, où de nombreux vases de style ont été découverts lors des fouilles effectuées par Doro Levi. Les plus grosses quantités de poteries kamaréennes proviennent de Phaistos et Knossos, où la plupart ont été découvertes. On en a également retrouvé dans des sanctuaires (grotte du mont Dikté, grotte de l’Ida), des ports (Kommos, Poros) et dans des nécropoles. Les poteries de Knossos et de Phaistos sont exportées dans toute la Crète ainsi qu’à l’extérieur. D’autres ateliers, plus modestes fonctionnaient à Malia, Gournia et Vassiliki. L’apogée de ce style est observé vers 1800–1700 av. J.-C. Vers 1700–1650 av. J.-C., la production de céramique se stabilisa, puis la polychromie se mit à décliner, et des éléments naturalistes vinrent s’ajouter, annonçant les nouveaux styles de la période néopalatiale.
Vassilakis qualifie le style de Kamáres comme étant parmi les styles les plus décoratifs dans l’histoire mondiale de la peinture sur céramique. Ses principales caractéristiques sont la polychromie, les thèmes végétaux ou animaux, les thèmes décoratifs complexes. La surface des poteries est recouverte d’un vernis brillant, sombre ou noir, qui constitue le support de la décoration. Celle-ci associe l’ocre blanc et plusieurs nuances de rouge, qui peuvent varier du rouge cerise à l’indien. Plus rarement on trouve du violet, de l’orange, du jaune, du marron et du bleu. Les ornements sont des lignes courbes, ondulées, alternées, enchevêtrées et souples, ce qui crée un résultat polychrome. On trouve des formes en bas-relief ou en relief de plantes ou d’animaux, peintes de plusieurs couleurs. L’agencement des formes se fait par torsion, par un mouvement fluide ou dirigé, par l’alternance dans la direction. Le nombre de motifs décoratifs figurant sur les poteries kamaréennes est considérable.
Les formes les plus populaires des céramiques kamaréennes sont les coupes dans de nombreuses variantes : sans anse, à une anse avec des poignées striées verticalement, sphériques, à parois droites, en forme de quille, à bord ondulé, etc. D’autres formes évasées fréquentes sont les verres, les tasses, les écuelles, les bassins, les coupes à fruit. Parmi les poteries fermées, les plus populaires sont les nombreuses variantes d’aiguières, les tasses profondes à panse sphérique, les petites jarres, les rhytons, les amphores, les coupes, passoires, outres, et poteries en forme d’animaux.

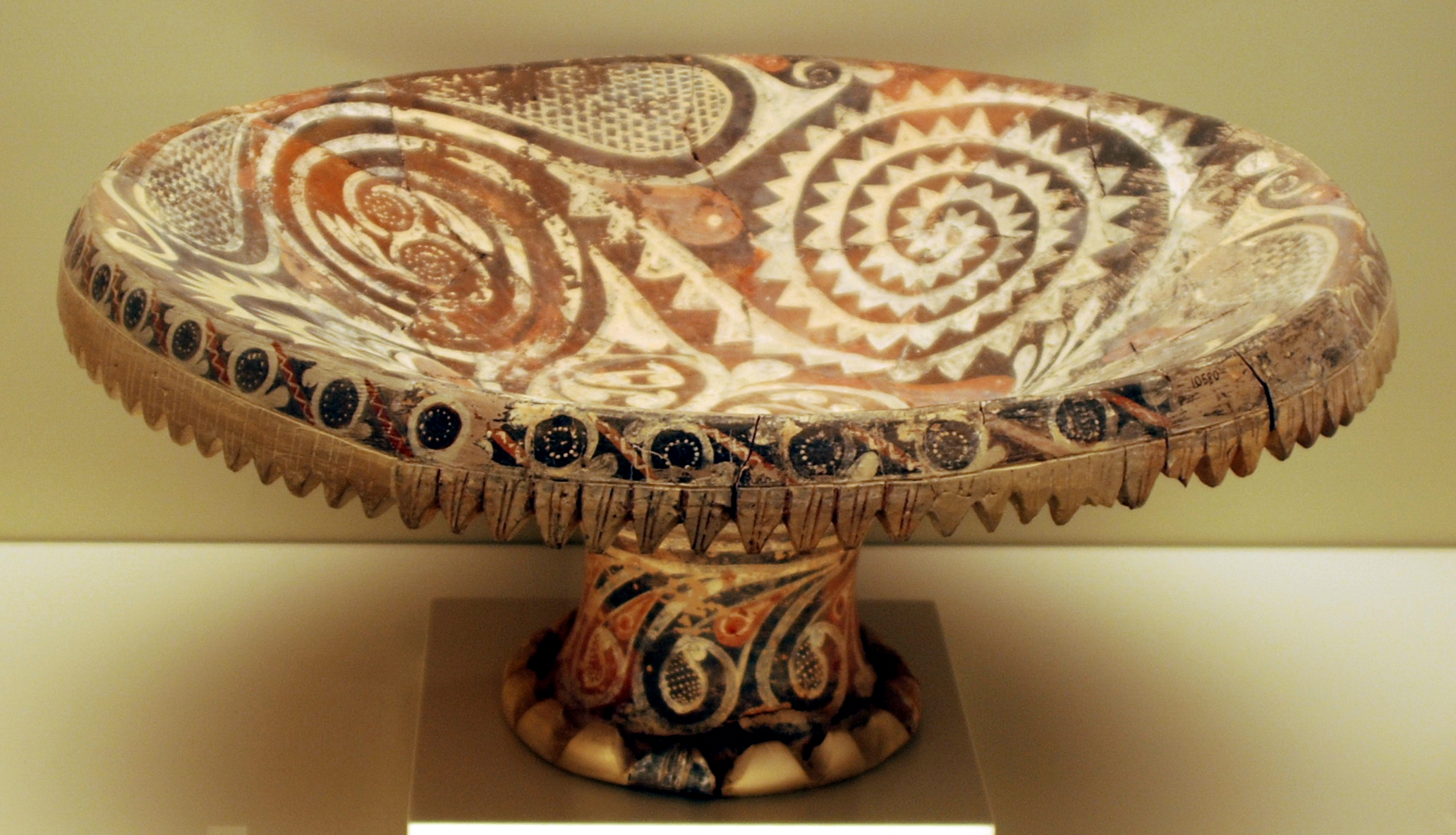
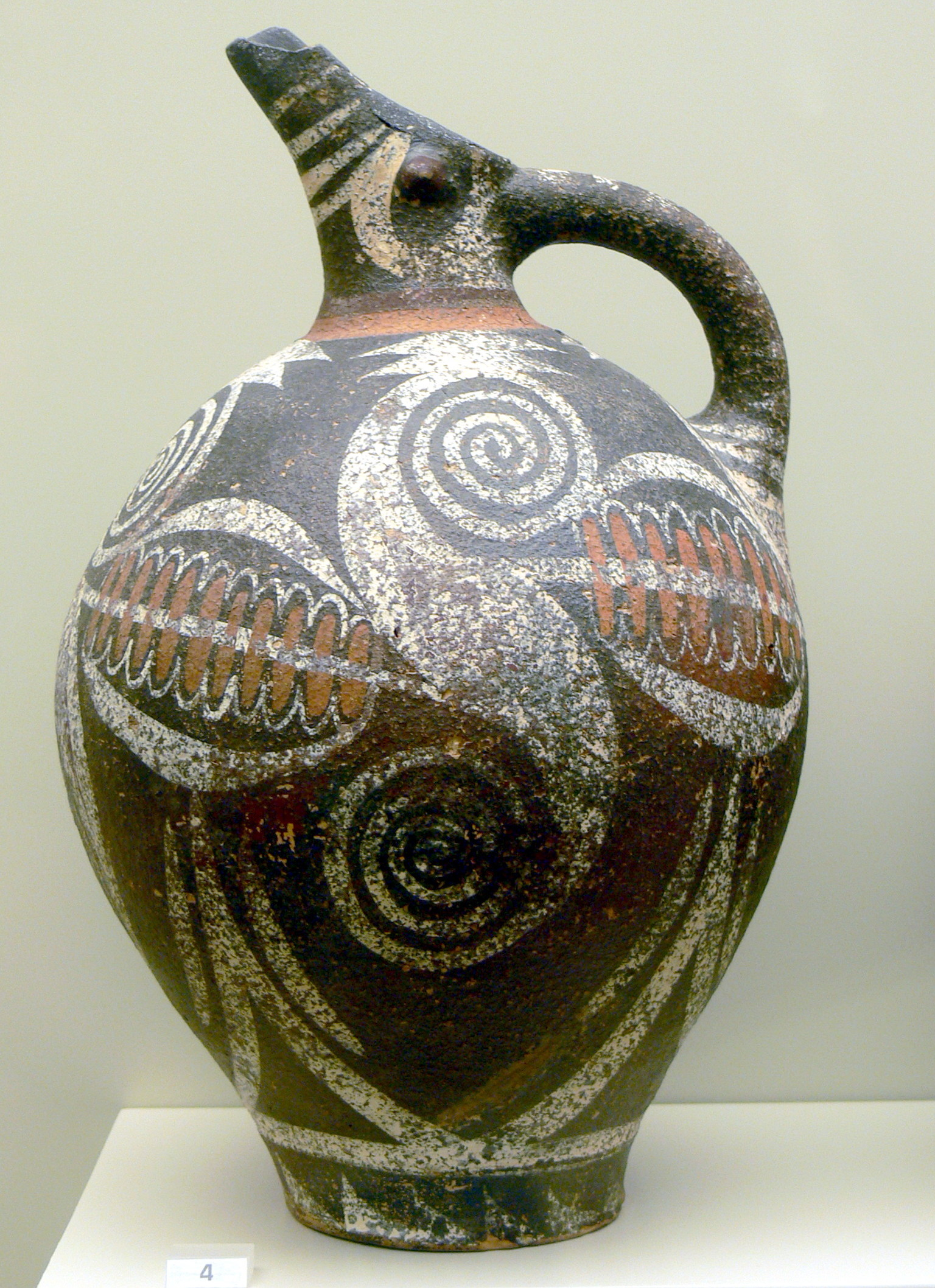
Style de Kamáres
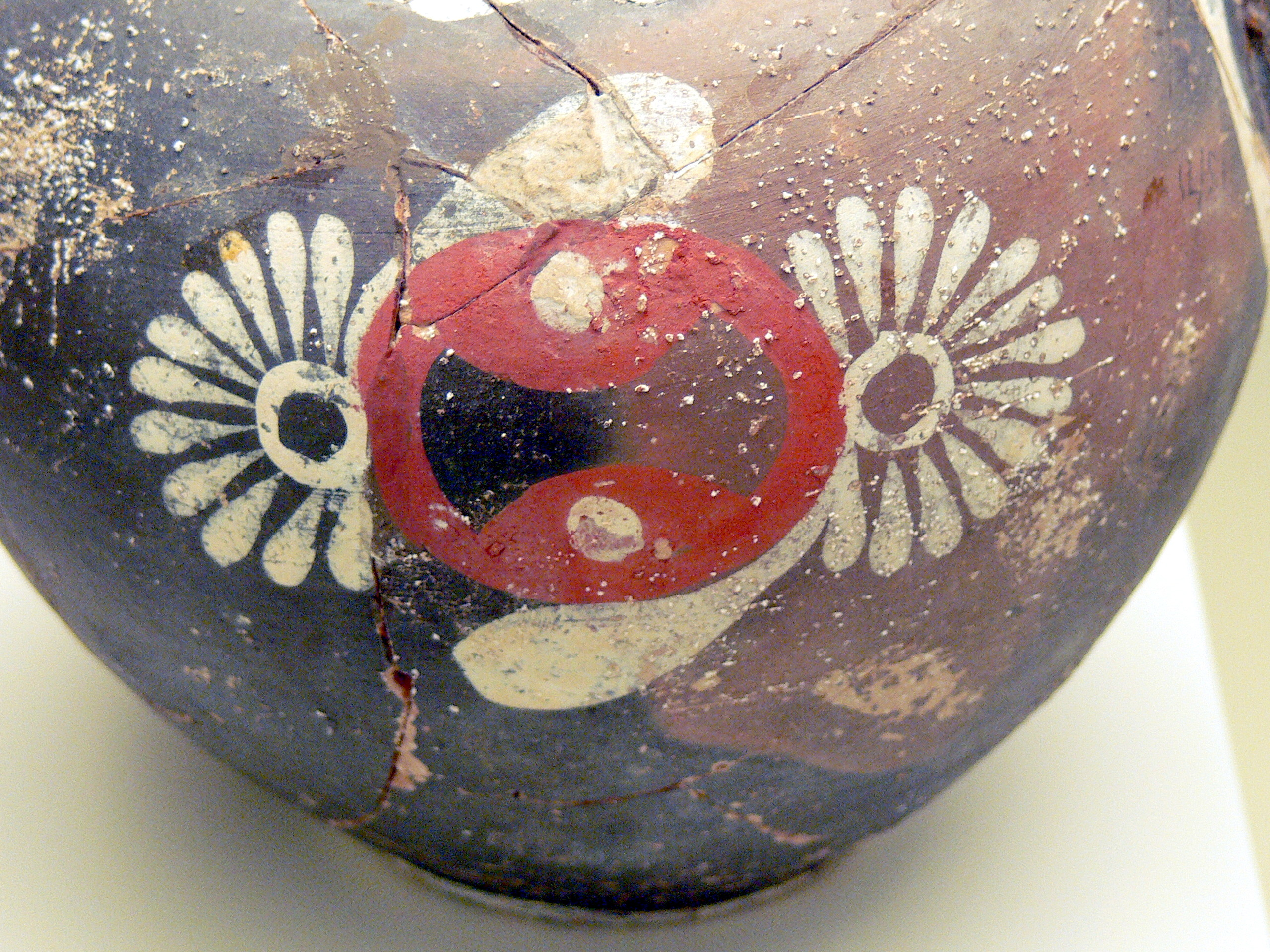
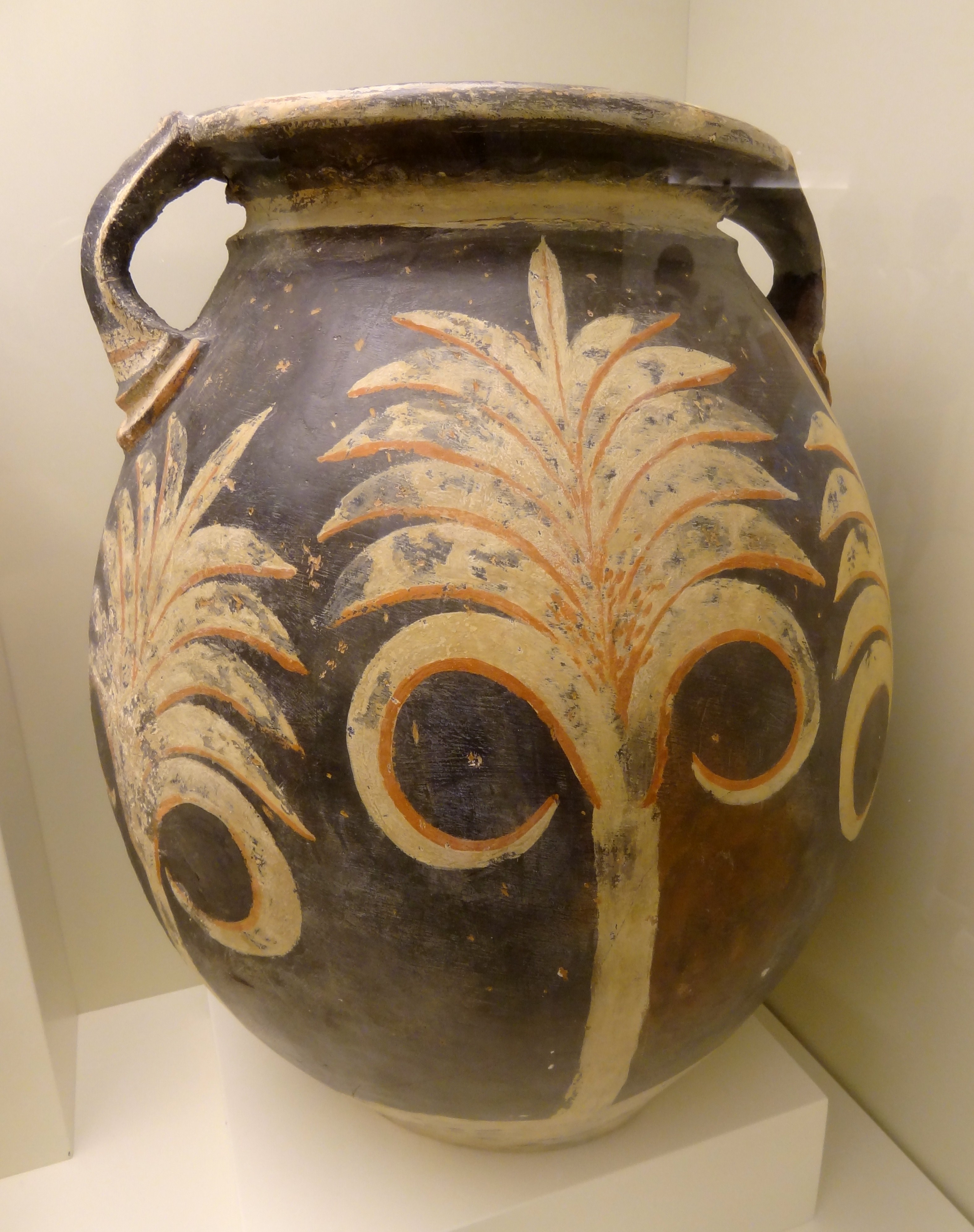